# Bielajewo
Bielajewo (ros. Беляево) – stacja moskiewskiego metra linii Kałużsko-Ryskiej (kod 105). Nazwa stacji pochodzi od pobliskiej dzielnicy. Do roku 1987 stanowiła stację końcową linii. Wyjścia prowadzą na ulice Profsojuznaja, Nikołaja Mikłucho-Makłaja i plac Martina Luthera Kinga.

## Wystrój
Stacja jest trzykomorowa, jednopoziomowa, posiada jeden peron. Kolumny obłożono białym marmurem. Ściany nad torami pokryte kremowymi płytkami ceramicznymi, ozdobione tłoczonymi aluminiowymi i kutymi stalowymi panelami z datą budowy stacji (jedyna stacja w Moskwie posiadająca taką ozdobę). Podłogi wyłożono szarym granitem.

## Galeria

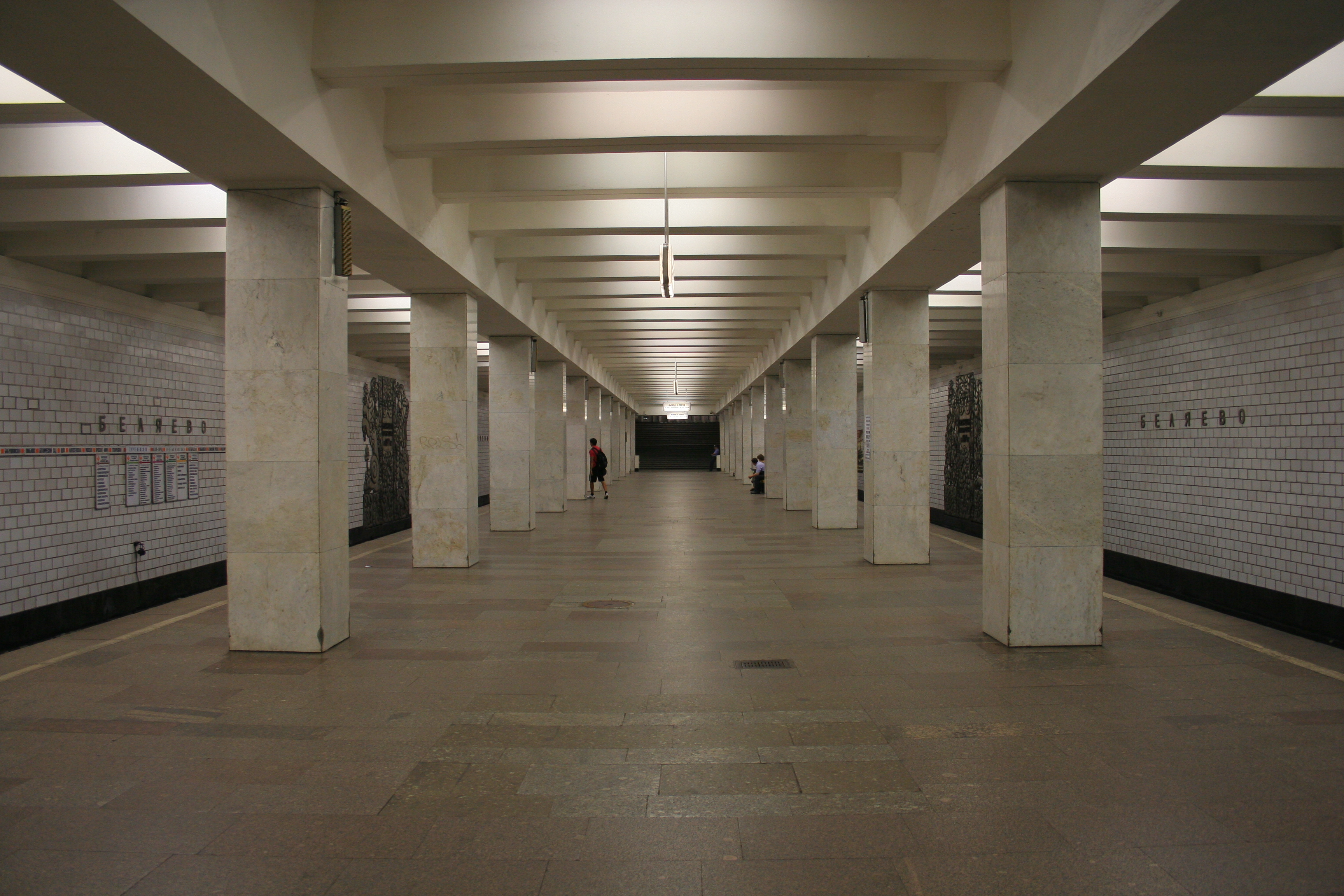
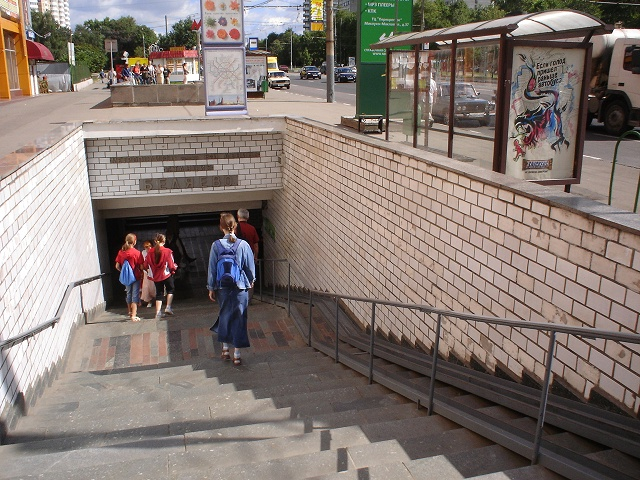